# Barry Keoghan
Barry Keoghan (Dublin, 18 de outubro de 1992) é um ator irlandês. Seus elogios incluem um prêmio BAFTA, juntamente com indicações ao Oscar e dois Globos de Ouro. Em 2020, ele foi listado na posição 27 na lista do The Irish Times dos maiores atores de cinema da Irlanda. Em 2020, ele foi listado como o 27.º maior ator de cinema da Irlanda pela The Irish Times, e entre seus papéis mais notórios estão Martin Lang em The Killing of a Sacred Deer (2017), Dymphna em Calm with Horses (2019), Druig em Eternals (2021) e Dominic Kearney em The Banshees of Inisherin (2022). Por sua elogiada atuação em The Banshees of Inesherin, recebeu sua primeira indicação ao Óscar e ao Globo de Ouro, vencendo então o BAFTA de Melhor Ator Coadjuvante em 2023. Keoghan também recebeu aclamação da crítica por sua atuação como Oliver Quick no filme de Emerald Fennell, Saltburn (2023), no qual teve que desempenhar cenas de nudes explícita.

## Vida
Keoghan nasceu em Summerhill, Dublin, Irlanda. Sua mãe, usuaria de heroína, morreu de overdose quando ele era criança. Posteriormente, foi criado em várias casas adotivas, antes de morar com a avó aos 12 anos de idade.

## Carreira
Quando criança, Keoghan apareceu em peças da escola, mas foi banido por "brincar". Ele começou sua carreira de ator em 2011. Ele respondeu a um anúncio de Between the Canals depois de ver um aviso de elenco em uma vitrine local e interpretou Aido em um pequeno papel no filme, que foi lançado em 2011. Ele estudou atuação na The Factory, uma escola local de Dublin. No mesmo ano, aos 18 anos, ele apareceu em Fair City.
Em 2013, Keoghan apareceu como o "assassino de gatos infame" Wayne em Love/Hate. O papel ganhou o reconhecimento de Keoghan na Irlanda, e ele passou a aparecer em '71 em 2014 e Mammal e Trespass Against Us em 2016.
Em 2017, Keoghan atuou como George Mills em Dunkirk e estrelou como Martin Lang em O Sacrifício do Cervo Sagrado, ao lado de Colin Farrell e Nicole Kidman, pelo qual ganhou o prêmio irlandês de cinema e televisão de melhor ator coadjuvante. No ano seguinte, ele apareceu em Black '47 como Hobson, um soldado inglês estacionado na Irlanda durante a Grande Fome. Ele também estrelou em American Animals o no mesmo ano. Ele interpretou Spencer Reinhart no filme, baseado em um roubo real de livros raros de uma biblioteca da universidade. Em 2018, o The Hollywood Reporter descreveu Keoghan como "a próxima grande novidade" por seu trabalho no cinema nos três anos anteriores, e em 2019 ele foi indicado ao BAFTA Rising Star Award.
Ele aparece na minissérie de 2019 Chernobyl. Ele estrelou um episódio de Livin' with Lucy em setembro de 2019. Nesse mesmo mês, Calm with Horses estreou no Toronto International Film Festival, filme pelo qual recebeu uma indicação ao BAFTA. Em julho de 2018, Keoghan foi escalado como o personagem principal Yorick Brown no piloto de Y, mas saiu da produção principal em fevereiro de 2020.
Keoghan está ligado ao universo Marvel com Eternos, no qual interpretou o personagem Druig. Em seguida, apareceu em The Green Knight  e como Coringa em The Batman de Matt Reeves, lançado em Março de 2022.
Em 2023, Keoghan estrelou The Banshees of Inisherin, filme recebido com elogios no Festival de Cinema de Veneza. Pelo seu trabalho, venceu um BAFTA de melhor ator coadjuvante em cinema e recebeu sua primeira indicação ao Óscar.

## Filmografia

### Cinema
| Ano  | Nome                         | Personagem                                        | Notas |
| ---- | ---------------------------- | ------------------------------------------------- | ----- |
| 2011 | Between the Canals           | Aido                                              |       |
| 2012 | Stalker                      | Tommy                                             |       |
| 2012 | King of the Travellers       | Young Dublin Lad                                  |       |
| 2013 | Life's a Breeze              | Pizza Guy                                         |       |
| 2013 | Stay                         | Sean Meehan                                       |       |
| 2014 | '71                          | Sean Bannon                                       |       |
| 2014 | Standby                      | Crusty                                            |       |
| 2015 | Norfolk                      | Boy                                               |       |
| 2015 | Traders                      | Ken                                               |       |
| 2016 | Mammal                       | Joe                                               |       |
| 2016 | Trespass Against Us          | Windows                                           |       |
| 2017 | Light Thereafter             | Pavel                                             |       |
| 2017 | The Killing of a Sacred Deer | Martin Lang                                       |       |
| 2017 | Dunkirk                      | George Mills                                      |       |
| 2018 | American Animals             | Spencer Reinhard                                  |       |
| 2018 | Black '47                    | Hobson                                            |       |
| 2019 | Calm With Horses             | Dymphna                                           |       |
| 2020 | The Green Knight             | Scavenger                                         |       |
| 2021 | Eternals                     | Druig                                             |       |
| 2022 | The Batman                   | Coringa (creditado como "Unseen Arkham Prisoner") |       |
| 2022 | The Banshees of Inisherin    | Dominic Kearney                                   |       |
| 2023 | Saltburn                     | Oliver Quick                                      |       |

### Televisão
| Ano  | Título                 | Personagem          | Notas             |
| ---- | ---------------------- | ------------------- | ----------------- |
| 2011 | Fair City              | Dave Donoghue       | 3 episódios       |
| 2013 | Love/Hate              | Wayne               | 6 episódios       |
| 2016 | Rebellion              | Cormac McDevitt     | 4 episódios       |
| 2019 | Chernobyl (minissérie) | Pavel               | 2 episódios       |
| 2019 | Living With Lucy       | Himself             |                   |
| TBA  | Masters of the Air     | Ten. Curtis Biddick | Série em produção |